# How Ya Gonna Keep ’Em Down on the Farm?
How Ya Gonna Keep ’Em Down on the Farm (After They’ve Seen Paree)? ist ein Popsong, den Walter Donaldson (Musik), Sam M. Lewis und Joe Young (Text) verfassten und 1919 veröffentlichten.

## Hintergrund
Donaldsons humoristischer Song How Ya Gonna Keep ’Em Down on the Farm wurde im Februar 1919 anlässlich der amerikanischen Siegesparade vorgestellt, die US-Präsident Wilsons Rückkehr aus Paris nach Abschluss des Friedensvertrags von Versailles empfing. James Reese Europe leitete die 369Th Infantry Hell Fighters Band, die den Song bei der Parade spielte.

## Erste Aufnahmen
James Reese Europe spielte den Song mit seiner Band im März 1919 für Pathé ein; es folgten in den folgenden Jahren in den Vereinigten Staaten Coverversionen des Songs von Arthur Fields, Ted Baxter & Max Kortlander (QRS 792), Ford Dabney (Æolian) und in Paris L’Orchestre Scrap Iron Jazzerinos (HMV) (alle 1919) und Eddie Cantor (1923).
In Deutschland machte Boris Romanoffs Jazz-Band 1922 eine Aufnahme des Titels bei der eben gegründeten Vox-Schallplatten- und Sprechmaschinen-AG in Berlin.
In späteren Jahren nahmen auch Tommy Dorsey (mit Eddie Cantor als Gastvokalist), Glenn Miller, Clyde McCoy, Ray Coligon, Teddy Buckner, Max Morath, Wilbur DeParis, Ernie Carson, Joe Webster und Keith Ingham/Marty Grosz den Popsong auf.
Der Diskograf Tom Lord listet im Bereich des Jazz insgesamt 22 (Stand 2016) Coverversionen.